# 277. pehotni polk (Italija)
277. pehotni polk Vicenza je bil pehotni polk Kraljeve italijanske kopenske vojske.

## Zgodovina
Med prvo svetovno vojno je polk deloval na soški fronti in med drugo svetovno vojno v Rusiji.